# Almond (California)
Almond es un área no incorporada ubicada en el condado de Orange en el estado estadounidense de California.

## Geografía
Almond se encuentra ubicada en las coordenadas 33°51′32″N 117°59′5″O / 33.85889, -117.98472.